# 32 Pegasi
32 Pegasi là tên của một hệ sao đôi nằm trong một chòm sao phương bắc tên là Phi Mã. Với cấp sao biểu kiến là 4,81, ta có thể nhìn thấy nó là một điểm sáng mờ có màu xanh trắng. Để có thể nhìn thấy nó rõ ràng nhất, ta cần có một vị trí cách xa thành thị (do sự ô nhiễm ánh sáng làm hạn chế tầm nhìn) và điều kiện thời tiết tốt. Khoảng cách của nó với mặt trời là khoảng xấp xỉ 560 năm ánh sáng. Hiện tại, nó đang di chuyển ra xa khỏi chúng ta với vận tốc 11,4 km/s.
Ngôi sao sáng nhất của hệ sao này được định danh là 32 Pegasi Aa có cấp sao biểu kiến là 4,83 với quang phổ loại B9 III, khớp với việc nó là một ngôi sao khổng lồ loại B có nhiệt độ thấp. Hiện nó đang tự quay với vận tốc 60 km/s. Nó đang phát sáng hay tỏa ra năng lượng gấp 541 lần mặt trời với nhiệt độ hiệu dụng nơi quang cầu là 11403 Kelvin.
Ngôi sao thứ hai, mờ hơn với định danh là 32 Pegasi Ab nằm ở góc phân tách là 0,50" dọc theo vị trí góc là 288 độ từ ngôi sao trên theo dữ liệu của năm 2005. Ngoài ra các ngôi sao đồng hành với chúng là 32 Pegasi B (góc phân tách là 70" tính từ 32 Pegasi Aa với cấp sao biểu kiến là 10,73), 32 Pegasi C (góc phân tách là 3,2" tính từ 32 Pegasi B, có cấp sao biểu kiến là 12,4), 32 Pegasi D (góc phân tách là 42,8" tính từ 32 Pegasi Aa, cấp sao biểu kiến là 11,9) và cuối cùng là 32 Pegasi E (góc phân tách là 58,3" tính từ 32 Pegasi Aa, cấp sao biểu kiến là 11,9).

## Dữ liệu hiện tại
Theo như quan sát, đây là hệ sao nằm trong chòm sao Phi Mã và dưới đây là một số dữ liệu khác:
Xích kinh 22h 21m 19.33896s
Xích vĩ 28° 19′ 49.8786″
Cấp sao biểu kiến 4.81 (4.83 + 8.86)
Cấp sao tuyệt đối −1.82
Vận tốc xuyên tâm 11.40 km/s
Loại quang phổ B9III
Giá trị thị sai 5,7814 +/- 0,3196 mas